# Леэтма, Лийво
Лийво Леэтма (эст. Liivo Leetma; род. 20 января 1977[…], Козе, Харьюмаа) — эстонский футболист, полузащитник. Выступал за национальную сборную Эстонии. Тренер.

## Биография

### Клубная карьера
Воспитанник футбольной секции г. Пайде и таллинской «ЛСМК-Пантрид», тренер — Виктор Метс. На взрослом уровне начал выступать в сезоне 1992/93 в составе клуба «Ярвамаа» в первой лиге. В сезоне 1993/94 перешёл в таллинскую «Норму», дебютировал в чемпионате Эстонии в «золотом матче» 30 июня 1994 года, в котором «Норма» встречалась с «Флорой» (2:5), забил один из голов своей команды.
С 1994 года выступал за команды из системы таллинской «Флоры» — клубы из посёлка Лелле, «Тервис», «Тулевик». В основном составе «Флоры» дебютировал в сезоне 1996/97, но в составе не закрепился.
В 1999—2000 годах играл за «Левадию», представлявшую в то время Маарду, в её составе стал двукратным чемпионом Эстонии. В 2000 году впервые уехал в заграничный клуб — финский «Палло Лахти». В 2001—2004 годах играл за ТФМК, неоднократно завоёвывал медали чемпионата Эстонии. В 2005—2006 годах снова играл в Финляндии, в высшем дивизионе за «КооТееПее» из Котки, после этого вернулся в ТФМК, где провёл полсезона, затем играл за таллинские «Калев» и «Нымме Калью».
Во второй половине 2009 года выступал за «Пайде», затем два сезона провёл в третьем дивизионе Финляндии в составе «Гранкулла ИФК». В 2013 году снова вернулся в «Пайде» и выступал за клуб до конца карьеры. Последние матчи в высшей лиге сыграл в 2015 году, затем играл только за дубль.
Всего в высшем дивизионе Эстонии сыграл 302 матча и забил 22 гола.

### Карьера в сборной
Сыграл 11 матчей за сборные Эстонии младших возрастов.
Дебютный матч за национальную сборную Эстонии сыграл 29 мая 1996 года против Турции, вышел на замену на 84-й минуте вместо Виктора Алонена. Сыграл 15 матчей в 1996—1997 годах, затем несколько лет не вызывался в сборную. Снова играл за национальную команду в 2001—2005 и 2007 годах. Последний матч провёл 24 марта 2007 года против России.
Всего за сборную Эстонии сыграл 36 матчей, голов не забивал.

## Достижения
- Чемпион Эстонии (3): 1997/98, 1999, 2000
- Серебряный призёр чемпионата Эстонии (4): 1996/97, 2001, 2003, 2004
- Бронзовый призёр чемпионата Эстонии (2): 2002, 2007
- Обладатель Кубка Эстонии (3): 1999, 2000, 2003
- Обладатель Суперкубка Эстонии (1): 1999